# Kamienna (Bystrzyca Kłodzka)

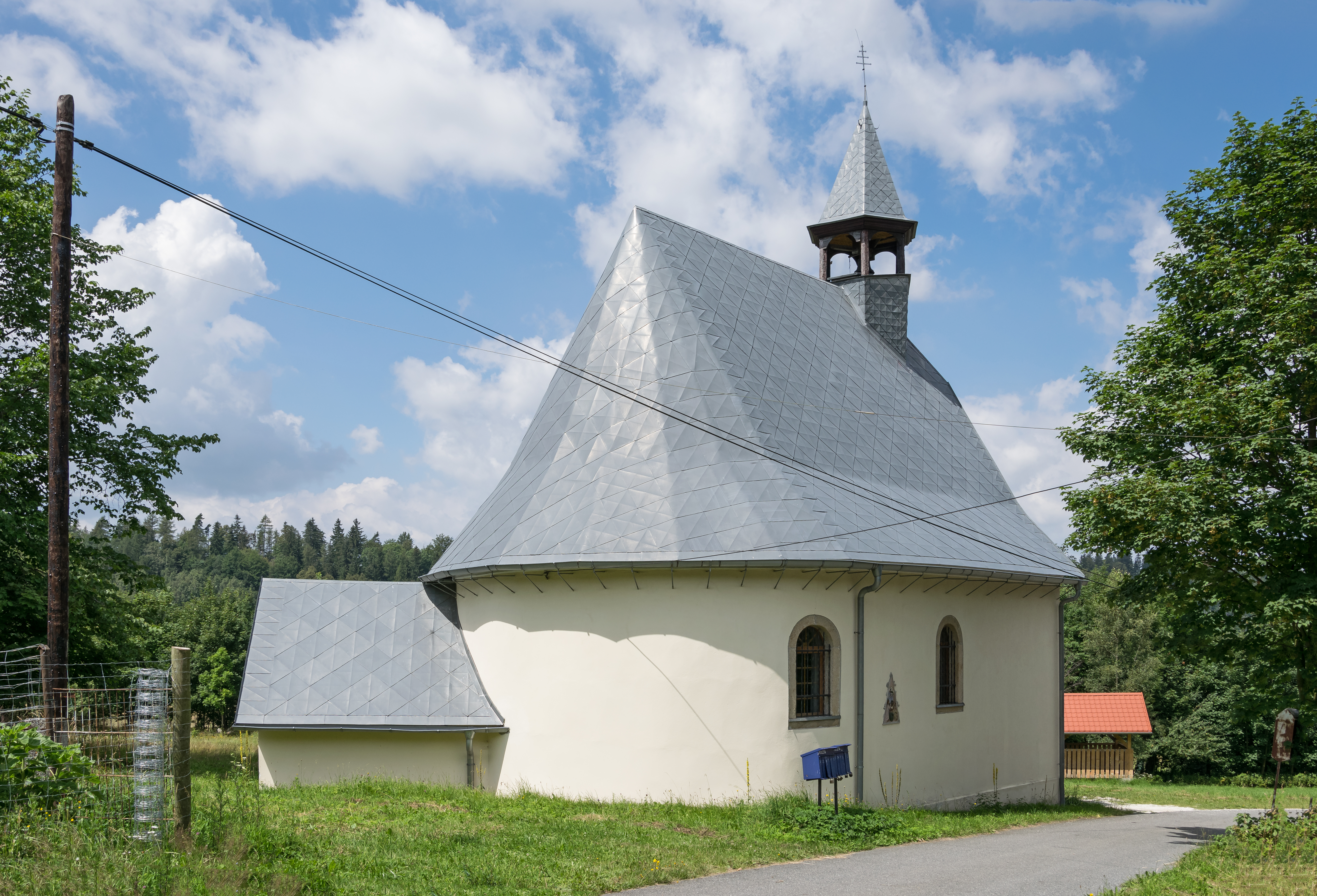
Kapelle

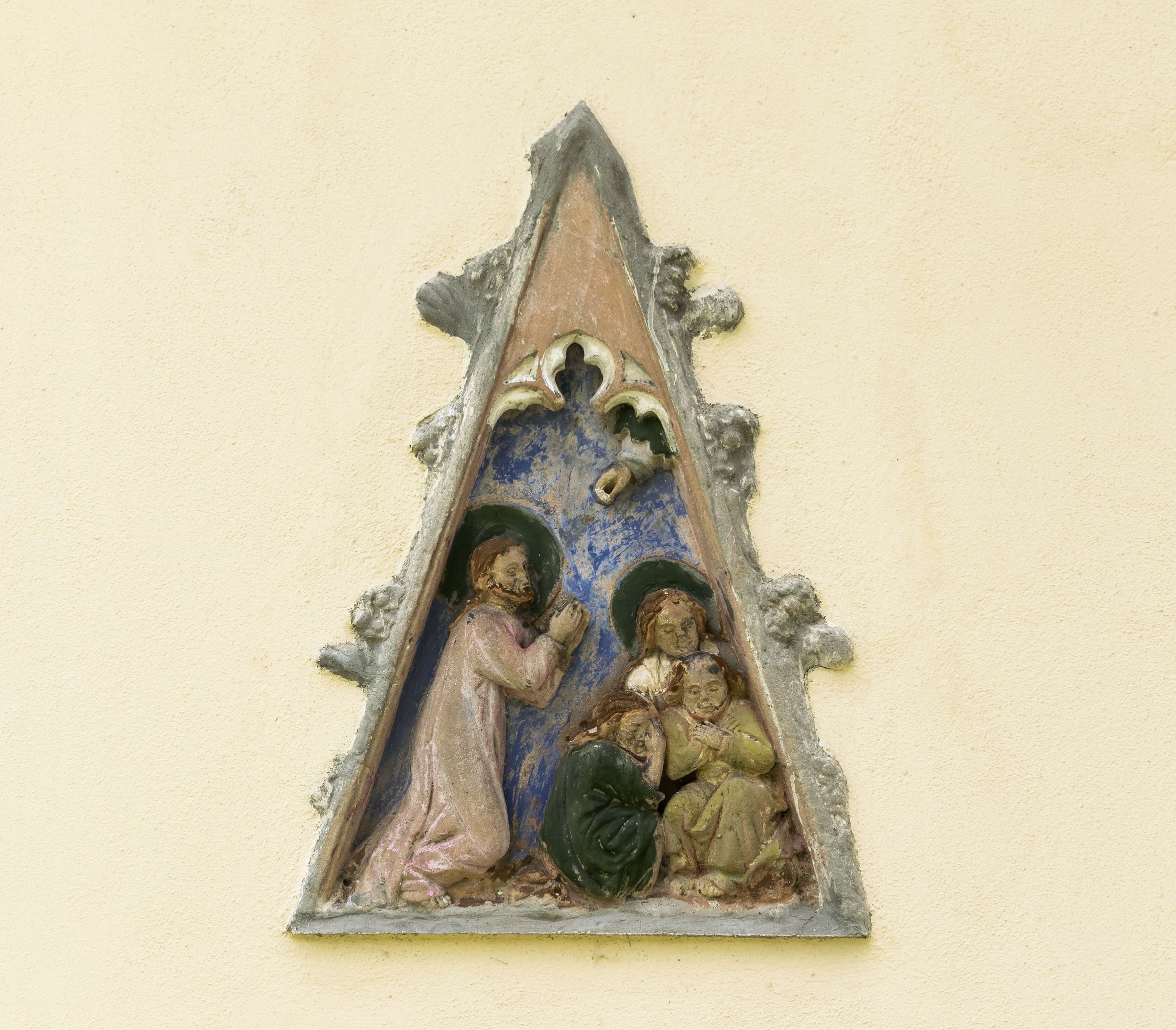
Tympanon an der Kapelle

Kamienna (deutsch: Steingrund) ist ein Ort in der Stadt- und Landgemeinde Bystrzyca Kłodzka im Powiat Kłodzki in der Woiwodschaft Niederschlesien in Polen. Es liegt acht Kilometer östlich von Bystrzyca Kłodzka (Habelschwerdt).

## Geographie
Steingrund liegt im Südwesten des Glatzer Kessels im Westen der Kühberge (polnisch Krowiarki), die zu den nördlichen Ausläufern des Glatzer Schneegebirges gehören. Nachbarorte sind Konradów (Konradswalde) im Nordosten, Czatków (Tschihak), Rogóżka (Wolmsdorf) und Marcinków (Martinsberg) im Osten, Sienna (Heudorf) und Janowa Góra (Johannesberg) im Südosten, Marianówka (Mariendorf) und Idzików (Kieslingswalde) im Südwesten sowie Nowy Waliszów (Neuwaltersdorf) im Nordwesten. Südöstlich erhebt sich der 904 m hohe Dürre Berg (Suchon).

## Geschichte
Steingrund, dessen Gebiet zur Grafschaft Glatz gehörte, wurde 1790 von Ernst von Sack, dem damaligen Grundherrn von Kieslingswalde, auf dessen zum Oberhof gehörenden Grund angelegt und zur Pfarrkirche Mariä Himmelfahrt in Kieslingswalde gewidmet. Es bestand anfangs aus wenigen Kolonistenstellen sowie einer Mehlmühle und gehörte zunächst zu Kieslingswalde. Nach Errichtung weiterer Häuser und Zunahme der Bevölkerung wurde es einige Jahre später eine selbständige Landgemeinde.
Nach der Neugliederung Preußens gehörte Steingrund ab 1815 zur Provinz Schlesien und war zunächst dem Landkreis Glatz und ab 1818 dem neu geschaffenen Landkreis Habelschwerdt eingegliedert. 1874 wurde aus den Landgemeinden Glasegrund, Kieslingswalde, Marienau, Martinsberg, Neudorf, Plomnitz, Steingrund und Weißwasser sowie dem Gutsbezirk Kieslingswalde der Amtsbezirk Kieslingswalde gebildet. 1939 wurden 186 Einwohner gezählt.
Als Folge des Zweiten Weltkriegs fiel Steingrund 1945 wie fast ganz Schlesien an Polen und wurde in Kamienna umbenannt. Die deutsche Bevölkerung wurde vertrieben. Die neu angesiedelten Bewohner stammten zum Teil aus Ostpolen, das an die Sowjetunion gefallen war. Da zahlreiche Häuser dem Verfall preisgegeben wurden, ging die Zahl der Einwohner deutlich zurück. 1975–1998 gehörte Kamienna zur Woiwodschaft Wałbrzych (Waldenburg).

## Sehenswürdigkeiten
- Die Kapelle mit einem Spitzhelm auf dem Dachreiter wurde 1792 errichtet. In die Außenwand wurde ein Tympanon eines spätgotischen Sakramentshäuschens eingemauert, dessen Herkunft nicht bekannt ist. Es stellt Christus am Ölberg dar, zu dem die Hand Gottes herabreicht, sowie drei schlafende Jünger.

## Persönlichkeiten
- Erwin Josef Ender (1937–2022); Apostolischer Nuntius